# 나가요 미스콜
"나가요 미스콜"은 2014년에 개봉한 대한민국의 영화이다.

## 캐스팅
- 최종훈 : 봉구 역
- 민송아 : 미스 신 역
- 유선영 : 미스 최 역
- 한규리 : 미스 고 역
- 태우:  미스 리 역
- 김민혁 : 경찰관 역
- 손지환 : 한승훈 역
- 유영준 : 배달부 역
- 강승범 : 땡중 / 택시기사 역
- 원담휘 : 태성 역
- 이부영 : 복덕방주인 역
- 송은진 : 장나라 역
- 강혜진 : 섹시미녀 역
- 정영주 : 왕 마담 역
- 임재범 : 미술관 관계자 역
- 김용덕 : 룸싸롱사내 1 역
- 이화우 : 룸싸롱사내 2 역
- 이승우 : 왕마담보디가드 역
- 주성용 : 택시기사 역
- 정덕서 : 버스기사 역